# تيفاني روبرتس
تيفاني روبرتس (بالإنجليزية: Tiffany Roberts) (5 مايو 1977 ببيتالوما في الولايات المتحدة - ) هي مدربة كرة قدم ولاعبة كرة قدم أمريكية في مركزي الدفاع والوسط، شاركت في الألعاب الأولمبية الصيفية 1996 و1998 Goodwill Games ‏ وبطولة العالم للشباب لكرة القدم 1995 وبطولة العالم للشباب لكرة القدم 1999. وشاركت مع منتخب الولايات المتحدة تحت 20 سنة للسيدات لكرة القدم ومنتخب الولايات المتحدة لكرة القدم للسيدات. أما مع النوادي، فقد لعبت مع Washington Freedom (soccer) ‏ وMagicJack (WPS) ‏ وCarolina Courage ‏ وNorth Carolina Tar Heels women's soccer ‏.

## وصلات خارجية
- تيفاني روبرتس على موقع الاتحاد الدولي (مؤرشف)  (الإنجليزية)
- تيفاني روبرتس على موقع قاعدة بيانات كرة القدم.إي يو (الإنجليزية)
- تيفاني روبرتس على موقع عالم كرة القدم.نت (الإنجليزية)
- تيفاني روبرتس على موقع أوليمبيديا (الإنجليزية)